# Таиз (покрајина)
Таиз (арап. تعز ‎) је једна од 20 Јеменских
мухафаза. Ова покрајина налази се на југозападу земље уз обале Црвеног мора.
Таиз има површину од 10.000 km² и 2.393.425 становника, густина насељености износи
239 становника по km². Главни град мухафазе је Таиз, остали већи градови су; Ел Сава, Џуха и славна лука за експорт каве Мока.

## Географске карактеристике
На врло малој територији, Мухафаза Таиз има врло различиту географску структуру, западни део мухафазе обални део Тихама, је раван паклено врући крај са пуно влаге у ваздуху, али потпуно безводан крај. Насупрот томе источни део мухафазе, је изразито планински, највиша планина је 3.070 m висока Џабал ел Сабер, поред Таиза. Тај планински зид навлачи високе кишне облаке, који се појављују са монсунским ветровима између априла и октобра, тако да ту падне просечно кише од 200 милиметара (у нижим деловима) до 1.000 милиметара (у вишим деловима). И ту је вруће током дана, али кад падне сунце температура се спусти и до -5°C , преко ноћи.
И пољопривреда се исто тако разликује по теренима, у Тихами, успева само оно што се наводњава; а то су плантаже памука, сирка и сусама. Насупрот томе у планинском делу се због повољнијих услова узгаја много више култура; манго, папаје, банане, кафа, кат, памук, сусам, житарице и грожђе.